# Goloboffia
Genre
Goloboffia est un genre d'araignées mygalomorphes de la famille des Migidae.

## Distribution
Les espèces de ce genre sont endémiques du Chili.

## Liste des espèces
Selon World Spider Catalog (version 26, 29/07/2025) :
- Goloboffia amplophthalma Montenegro & Aguilera, 2025
- Goloboffia arenacea Montenegro & Aguilera, 2025
- Goloboffia biberi Ferretti, Ríos-Tamayo & Goloboff, 2019
- Goloboffia gonzalezi Montenegro & Aguilera, 2022
- Goloboffia griswoldi Ferretti, Ríos-Tamayo & Goloboff, 2019
- Goloboffia megadeth Ferretti, Ríos-Tamayo & Goloboff, 2019
- Goloboffia pachelbeli Ferretti, Ríos-Tamayo & Goloboff, 2019
- Goloboffia rodriguezae Montenegro & Aguilera, 2025
- Goloboffia vellardi (Zapfe, 1961)
- Goloboffia zapfeae Montenegro & Aguilera, 2025

## Systématique et taxinomie
Ce genre a été décrit par Griswold et Ledford en 2001 dans les Migidae.

## Étymologie
Le genre est nommé en l'honneur de Pablo A. Goloboff.

## Publication originale
- Griswold & Ledford, 2001 : A monograph of the migid trap door spiders of Madagascar and review of the world genera (Araneae, Mygalomorphae, Migidae). Occasional Papers California Academy of Sciences, no 151, p. 1-120 (texte intégral).